# خنيفس
خنيفس قرية تتبع منطقة سلمية في محافظة حماة في سورية. بلغ عدد سكانها 2,570 نسمة في عام 2004 حسب إحصاء المكتب المركزي للإحصاء. ينتمي سكانها إلى الطائفة العلوية.